# 大村航空基地

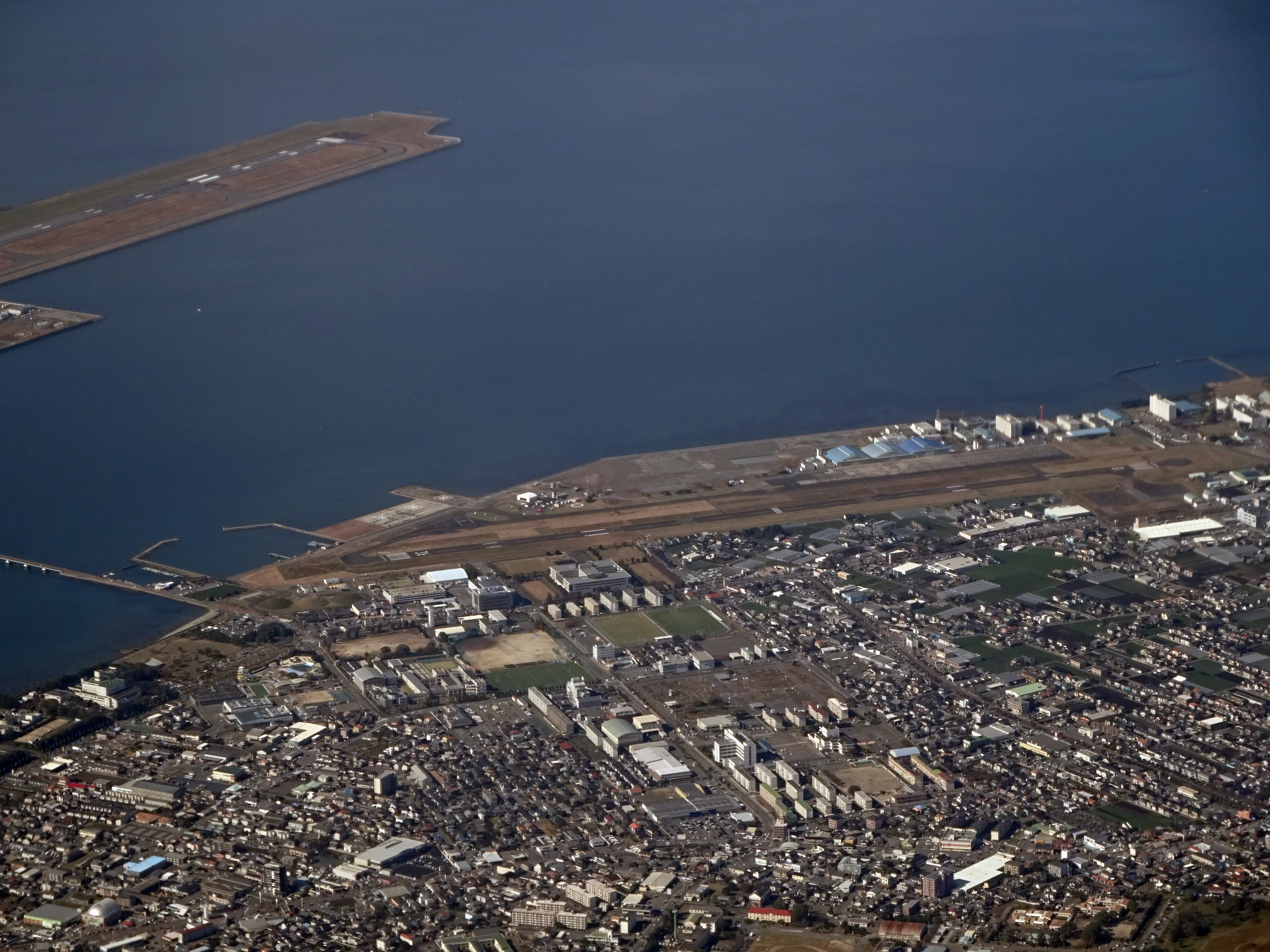
大村基地（旧大村空港）空撮（2021年）

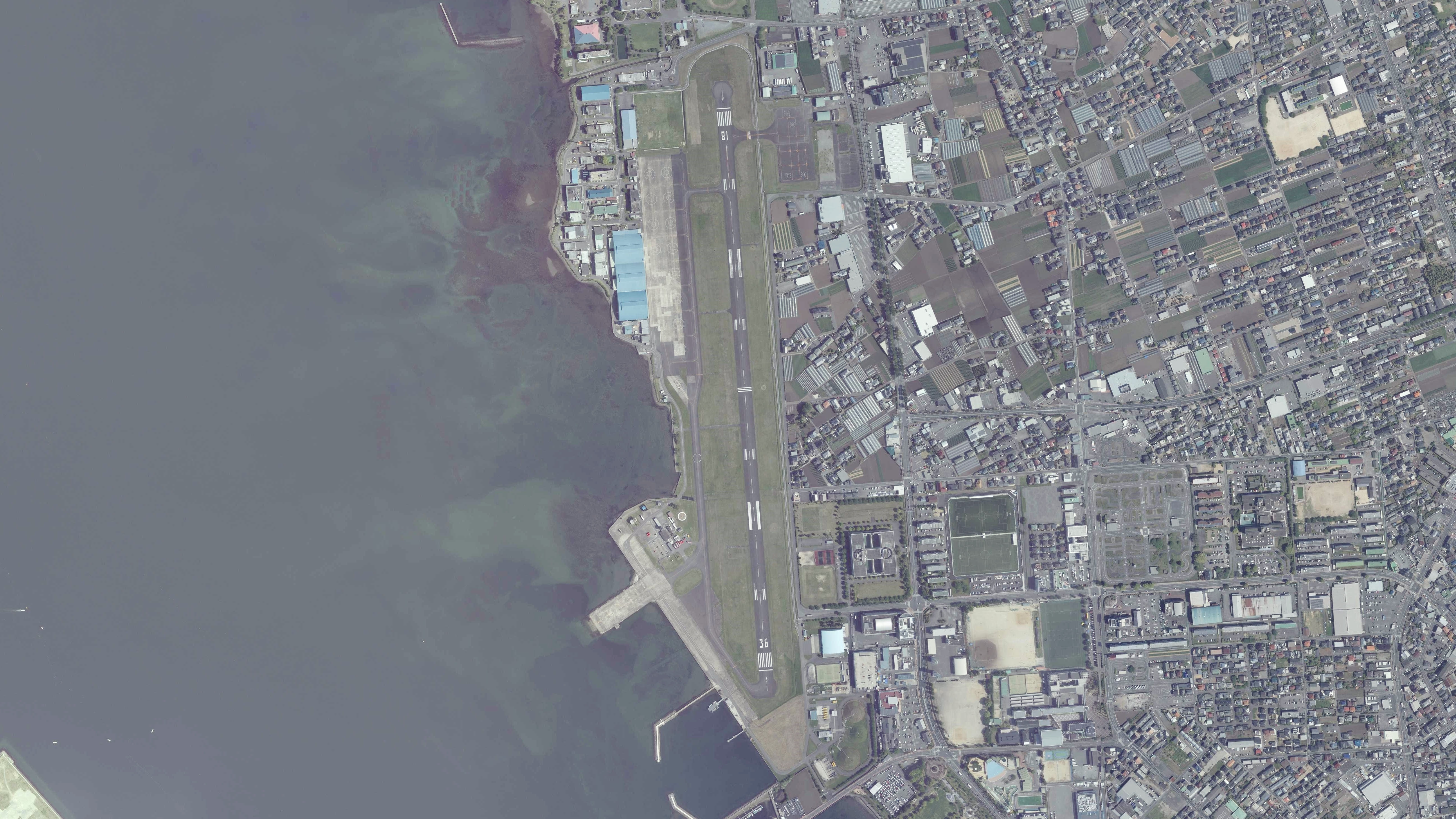
大村航空基地の空中写真。（2014年撮影）

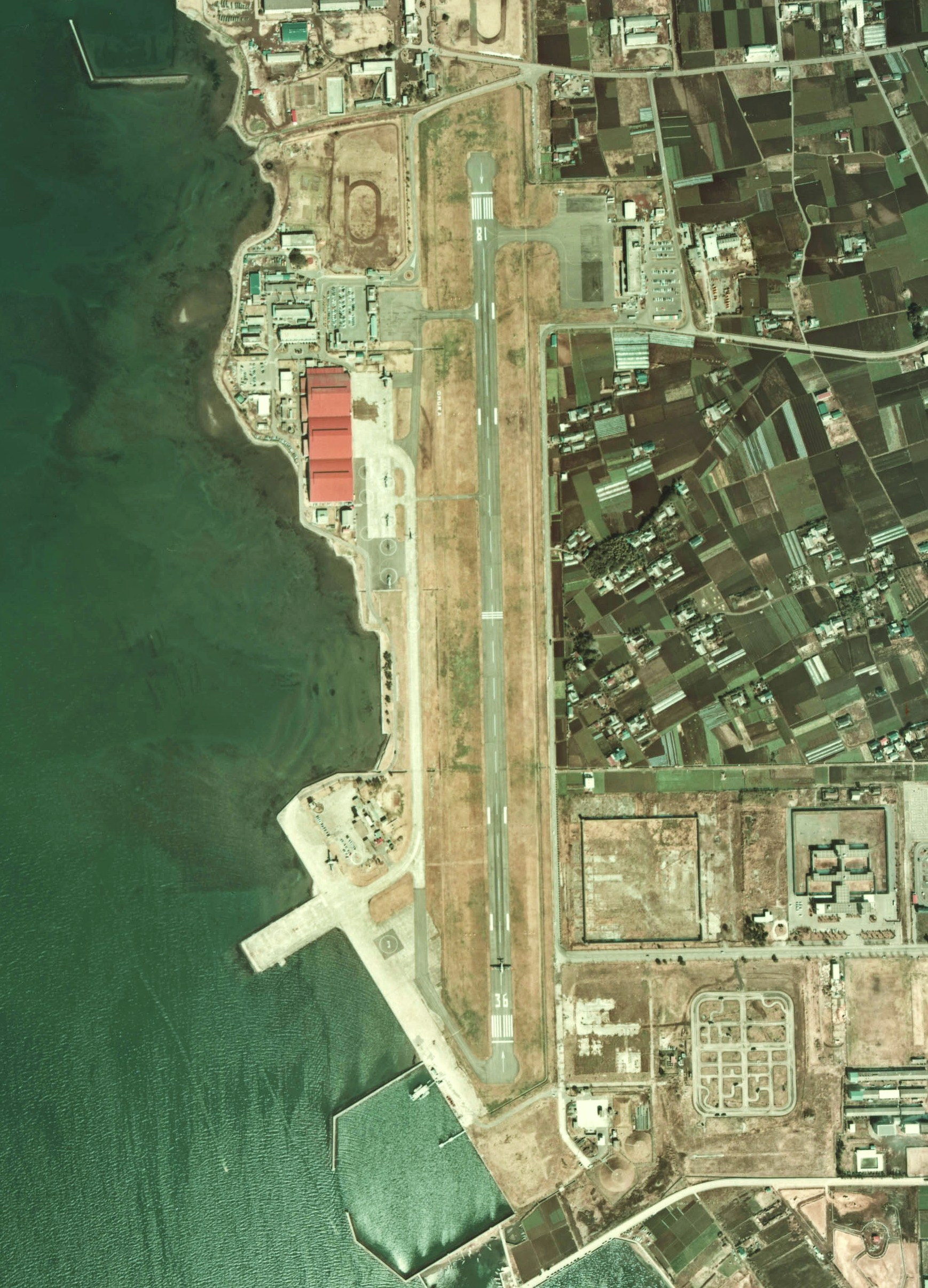
大村航空基地付近の空中写真。（1974年撮影）

大村航空基地（おおむらこうくうきち、英: JMSDF Omura Air Base）は、長崎県大村市に所在する飛行場である。長崎空港の対岸に位置する旧大村空港の跡地であり、2011年までは長崎空港の一部とされていたが、分離・独立した。

## 概要
かつては「大村空港」と呼ばれていたが、1975年（昭和50年）の海上滑走路の供用と同時に、民間旅客ターミナル等は海上空港である長崎空港に移転。大村空港跡地の名称は「長崎空港A滑走路地区」に変更となった。2011年に長崎空港A滑走路地区は国土交通省から防衛省に移管され、名称は「大村飛行場」となった。
海上自衛隊の飛行場として使われているほか、軽飛行機の離着陸にも使用されている。戦前からの歴史ある飛行場であり、戦前からの建造物が残っている。現在は、第22航空群の航空基地として、館山航空基地（千葉県）など全国5つの基地と共に護衛艦艦載ヘリコプター部隊の基地となっており、SH-60J/SH-60K哨戒ヘリコプターが配備されている。
1992年（平成4年）からは、日米地位協定に基づき、佐世保基地を母港とするアメリカ海軍の強襲揚陸艦「ベロー・ウッド」～「エセックス」艦載ヘリの格納・整備のために、大村航空基地の一部施設が提供されている。
また、長崎空港と大村飛行場の間の大村湾水面に、US-1/US-2飛行艇の離着水用の水域（シードローム）が設定されている。
夜間帯は福岡FCSからのリモート管制を受ける。

## 歴史

### 大正
- 1923年（大正12年） - 大日本帝国海軍大村海軍航空隊が開設される。

戦前は、日中戦争における海軍航空部隊の重要な出撃基地であり、ここから中国へ直接向かい、渡洋爆撃を行った。

### 昭和（戦前）
- 1941年（昭和16年） - 当時、東洋一の規模を誇った、第21海軍航空廠が完成する。

広大な土地に、航空機・エンジンの製造工場、補修工場、武器弾薬の補給廠が揃っていた。
- 1945年（昭和20年） - 特別攻撃隊の出撃基地となった。

### 昭和（戦後）
- 1949年（昭和24年）5月25日 - 昭和天皇が飛行場跡地に行幸（昭和天皇の戦後巡幸）。当時は開墾場となっていた[3]。
- 1955年（昭和30年）12月16日 - 大村航空隊の準備部隊が鹿屋航空基地（鹿児島県）内に佐世保地方隊隷下の鹿屋第2航空隊として発足。「大村空港」が開港。
- 1956年（昭和31年）12月1日 - 鹿屋第2航空隊が「大村航空隊」に改称。
- 1957年（昭和32年）3月30日 - 大村航空隊が大村航空基地への移駐が完了し、本格始動。
- 1975年（昭和50年）5月1日- 大村空港の沖合約1kmの大村湾に浮かぶ箕島を造成し、世界初の海上空港長崎空港が開港。

海上（箕島）側が「長崎空港B滑走路地区」に、陸上側（旧大村空港）が「長崎空港A滑走路地区」になる。
- 1981年（昭和56年）3月27日 - ヘリコプター搭載護衛艦の佐世保基地への配備に関連して、第122航空隊が大村航空基地にて新編。第21航空群（館山航空基地）隷下に編入。
- 1987年（昭和62年）12月1日

1. 第22航空群が新編。第122航空隊が第21航空群から編入。第123航空隊が新編。
2. 第122航空隊が佐世保基地所属の第2護衛隊群の艦載ヘリコプター部隊となり、第123航空隊が舞鶴基地（京都府）所属の第3護衛群の艦載ヘリコプター部隊となる。

### 平成
- 1998年（平成10年）3月20日 - 第123航空隊が第124航空隊に改称し、呉基地所属の第4護衛隊群の艦載ヘリコプター部隊に改組。
- 2008年（平成20年）3月26日 - 海上自衛隊体制移行による部隊再編。

1. 第122航空隊、第124航空隊、佐世保地方隊隷下の大村航空隊を統合し「第22航空隊」に再編。
2. 呉地方隊小松島航空隊を第22航空群隷下に編入し「第24航空隊」に改編。
3. 小月救難飛行隊に所属していたUH-60J救難ヘリコプターが移動し、救難を主体任務とする「第72航空隊」を新編。

- 2011年（平成23年）10月 - 旧大村空港ターミナルビルの解体に着手。年内に長崎空港A滑走路が国土交通省から防衛省に移管され[4]「大村飛行場」となる[1]。

IATAコード「OMJ」及びICAOコード「RJDU」が付与される。
- 2018年（平成30年）4月2日 - 第72航空隊が廃止となり、第22航空隊に第224飛行隊（救難飛行隊）が新編。

### 令和
- 2022年（令和04年）
  - 2月14日：大村航空基地所在の第22航空隊が保有するUH-60Jが除籍され、第224飛行隊が廃止[5]。
  - 3月1日：海上自衛隊警務隊の改編により、佐世保地方警務隊大村警務分遣隊が廃止[6]。
- 2026年10月 - 長崎進入管制区の廃止に伴い、大村飛行場の進入・ターミナルレーダー管制を福岡空港事務所に移管予定[7]。

## 配置部隊
- 第22航空群
  - 第22航空隊

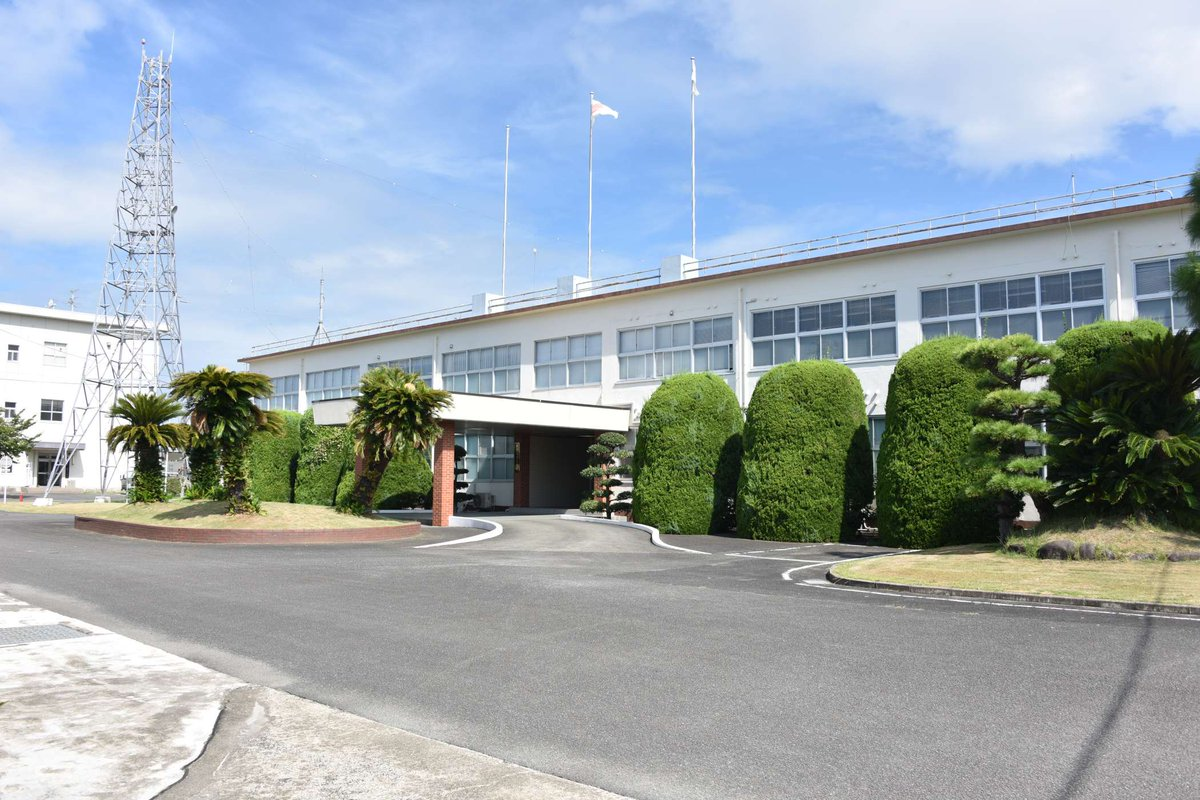
第22航空群司令部庁舎

    - 第221飛行隊・第222飛行隊・第223飛行隊：SH-60K - 佐世保を母港とする第2護衛隊群と第13護衛隊、呉を母港とする第4護衛隊群と第12護衛隊の護衛艦艦載ヘリコプター部隊。

  - 第22整備補給隊
  - 大村航空基地隊

（佐世保システム通信隊）
- 大村システム通信分遣隊

### その他
- 長崎県警察航空隊：ベル 429「さいかい」(JA03NP)[8]　(以前は、ベル216L-3「さいかい」(JA6114))
- 長崎県防災航空隊　ユーロコプターAS365N3(JA119Z)　[9]　(平成24年3月31日までは、BK117C-1「ながさき」(JA6708))

## その他
- 航空祭（開隊記念行事）が毎年5月に開催される。
- 軍民共用と国土交通省管轄の間で騒音問題の対策が進まないことが問題となっていた[10]が、防衛省が一元的に騒音対策を行うために[11]2011年に国土交通省から防衛省に移管された[1]。